# Mădârjac, Iași
Mădârjac este satul de reședință al comunei cu același nume din județul Iași, Moldova, România.

## Legături externe
Materiale media legate de Mădârjac la Wikimedia Commons